# Theme Park World
Theme Park World, również Sim Theme Park – gra strategiczno-ekonomiczna, stworzona przez firmę Bullfrog Productions i wydana przez Electronic Arts w 1999. Kontynuacja gry Theme Park z 1994.
Gracz wciela się w rolę zarządcy parku rozrywki, który początkowo ma do dyspozycji dwa dostępne lunaparki do rozbudowy. Do otwarcia pozostałych dwóch potrzebne są klucze, które można zdobyć w trakcie gry. Gracz łącznie ma do dyspozycji cztery style parku rozrywki – prehistoryczny, fantastyczny, halloweenowy i kosmiczny.
Rozgrywka skupia się na zarządzaniu parkiem, a głównym zadaniem gracza jest zbudowanie najlepszego parku rozrywki poprzez odpowiednie zarządzanie budżetem, udostępnianie kolejnych stoisk i atrakcji, zapewnienie bawiącym się klientom opieki w postaci dobrze opłaconego personelu oraz ogólne udoskonalanie parku. 